# ميلان فولدز
ميلان فولدز (بالمجرية: Földes Milán)‏ هو لاعب كرة قدم مجري في مركز الدفاع، ولد في 9 أبريل 1993 في سيكشفهيرفار في المجر. شارك مع منتخب المجر تحت 17 سنة لكرة القدم ومنتخب المجر تحت 19 سنة لكرة القدم. أما مع النوادي، فقد لعب مع Kaposvári Rákóczi FC ‏.